# Seseli montanum subsp. peixotoanum
Seseli montanum subsp. peixotoanum é uma subespécie de planta com flor pertencente à família Apiaceae. 
A autoridade científica da subespécie é (Samp.) M. Laínz, tendo sido publicada em Aport. Fl. Gallega VII 17 (1971).

## Portugal
Trata-se de uma subespécie presente no território português, nomeadamente em Portugal Continental.
Em termos de naturalidade é endémica da Península Ibérica.

## Protecção
Não se encontra protegida por legislação portuguesa ou da Comunidade Europeia.